# Rotatiepers

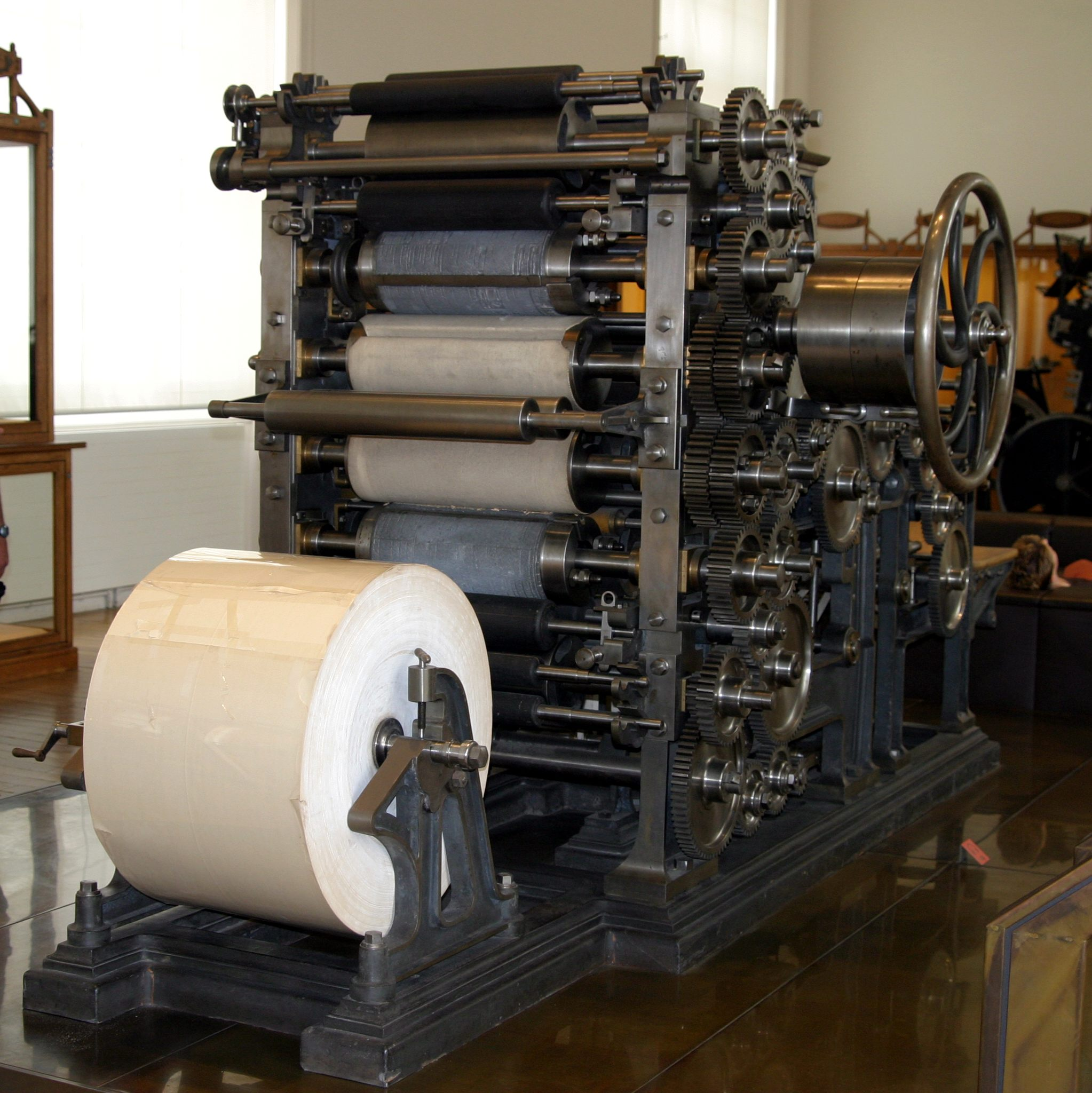
Rotatiepers

De rotatiepers is een pers om van rol tot rol te kunnen drukken: boeken, kranten, documenten, etiketten, textiel, kunststoffen en vele andere druksubstraten.
Rotatiepersen kunnen werken met het hoogdruk, diepdruk, vlakdruk, zeefdruk en zelfs combinaties van deze technieken (hybride persen).
De rotatiepers was het logische vervolg op de cilinderpers waarbij de heen en weergaande beweging van de drukvorm in een roterende beweging moest worden veranderd. Daartoe moest niet alleen het te bedrukken papier, maar ook de drukvorm op een cilinder (de vormcilinder) worden aangebracht. Al in 1790 experimenteerde de Engelsman William Nicholson met deze techniek. Het lukte echter nog niet om een cilindrische drukvorm te vervaardigen. De letters dienden daartoe enigszins taps te verlopen en waren vooralsnog moeilijk vast te zetten. De stereotypie omvatte de vervaardiging van een cliché van de loden drukvorm, welke uiteindelijk voor het afdrukken gebruikt werd. Uitgevonden door Firmin Didot in 1797, werd vanaf 1803 verder ontwikkeld door onder meer Stanhope. Met behulp van papier-maché bleek men uiteindelijk in staat om gebogen drukvormen te vervaardigen. Voor elke pagina werd een stereotype plaat vervaardigd en deze platen tezamen werden op de vormcilinder aangebracht.
De eerste rotatiepers werd in 1846 in de Verenigde Staten gebouwd. Deze werd nog met afzonderlijke vellen papier gevoed. Een voorbeeld van een dergelijke pers was die van William Bullock uit 1865. Kort voor 1870 kwamen rotatiepersen tot stand die met rollen papier werden gevoed. In 1869 werd een dergelijke machine geïnstalleerd bij de drukkerij van The Times en daarmee konden per uur al 12.000 dubbelzijdig bedrukte vellen worden geproduceerd. Pas ná het drukken werd het papier daarbij in vellen gesneden.
Dit soort grote persen bleek vooral van belang voor het drukken van kranten en boeken in grote oplagen. Met eenvoudiger persen waren grote oplagen überhaupt niet goed mogelijk.
Naast de grote machines werden er in de 2e helft van de 19e eeuw voor de kleinere oplagen ook eenvoudiger persen op de markt gebracht. Zelfs degelpersen met verticaal fundament bleken in een behoefte te voorzien voor kleine oplagen van visitekaartjes, etiketten en dergelijke.